# Liste de peintures de Jean-François de Troy
Cette page établi la liste de peintures connues de Jean-François de Troy, né le 27 janvier 1679 à Paris et mort le 26 janvier 1752 à Rome, peintre français du XVIIIe siècle.

## Liste
| Tableau | Titre | Date                    | Dimensions                          | Notes    | Lieu de conservation                                         | N° de catalogue raisonné (Leribault, 2002) |
| ------- | --- | ----------------------- | ----------------------------------- | -------- | ------------------------------------------------------------ | ------------------------------------------ |
|         | L'Éducation de la Vierge | 1695                    | Huile sur toile 54 × 45 cm          |          | Localisation actuelle inconnue                               | P.2                                        |
|         | L'Évanouissement d'Esther |                         | Huile sur toile 56 × 81 cm          |          | Collection particulière                                      | P.3                                        |
|         | Allégorie de Cosme III | 1698                    | Huile sur toile 223 × 165 cm        |          | Florence, Cenacolo di San Salvi                              | P.5                                        |
|         | L'Invocation du grand prêtre | 1700                    | Huile sur toile 199 × 151 cm        |          | Nancy, musée des Beaux-Arts                                  | P.6                                        |
|         | Saint Louis adorant la Vierge à l'Enfant entre Marie Madeleine et saint Simon Stock recevant le scapulaire                                                  |                         | Huile sur toile 288 × 191 cm        |          | Pise, Palazzo Reale                                          | P.14                                       |
|         | Le Christ et la Samaritaine |                         | Huile sur toile 97 × 75 cm          |          | Localisation actuelle inconnue                               | P.17                                       |
|         | Le Souper d'Emmaüs |                         | Huile sur toile 97 × 75 cm          |          | Localisation actuelle inconnue                               | P.18                                       |
|         | Apollon et Diane perçant de leurs flèches les enfants de Niobé                                                                                              | 1708                    | Huile sur toile 193 × 161 cm        |          | Montpellier, musée Fabre                                     | P.19                                       |
|         | Bataille des centaures et des lapithes | 1715 (date conjecturale | Huile sur toile 112 x 148           |          | Collection particulière                                      | P.20                                       |
|         | L'Adoration des bergers |                         | Huile sur toile 63 × 81 cm          |          | Localisation actuelle inconnue                               | P.21                                       |
|         | Irène soignant saint Sébastien |                         | Huile sur toile 122 × 96 cm         |          | Collection particulière                                      | P.22                                       |
|         | Pyrame et Thisbé |                         | Huile sur toile 71,2 × 61 cm        |          | Saint-Cloud, musée du Grand Siècle                           | P.23                                       |
|         | Le Jugement de Salomon |                         | Huile sur toile 132 × 98 cm         |          | Collection particulière                                      | P.24                                       |
|         | L'Évanouissement d'Esther |                         | Huile sur toile 132 × 98 cm         |          | Collection particulière                                      | P.25                                       |
|         | La Présentation au Temple | 1710                    | Huile sur toile 258 x 160           |          | Rouen, musée des Beaux-Arts                                  | P.27                                       |
|         | La Vierge et les âmes du Purgatoire dite La Vierge du suffrage                                                                                              | 1710                    | Huile sur toile 340 × 193 cm        |          | Gênes, église San Donato                                     | P.28                                       |
|         | Portrait de la famille de Franqueville | 1711                    | Huile sur toile 175 × 226 cm        |          | Douai, musée de la Chartreuse                                | P.29                                       |
|         | Le Déluge |                         | Huile sur toile 105 × 138 cm        |          | Nancy, musée des Beaux-Arts                                  | P.30                                       |
|         | Le Jugement de Pâris | 1715-1720               | Huile sur toile 116 × 146 cm        |          | Agen, musée des Beaux-Arts                                   | P.31                                       |
|         | Clytie changée en tournesol |                         | Huile sur toile 65 × 81,5 cm        |          | Alençon, musée des Beaux-Arts et de la Dentelle              | P.32                                       |
|         | L'Enlèvement de Proserpine |                         | Huile sur toile 104 × 120 cm        |          | Notre Dame (Indiana), The Snite Museum of Art                | P.33                                       |
|         | Moïse sauvé des eaux |                         | Huile sur toile 73,5 × 91,5 cm      |          | Tallinn, musée Mikkel                                        | P.34                                       |
|         | Deux Femmes au clavecin |                         | Huile sur toile 101 × 82 cm         |          | Localisation actuelle inconnue                               | P.35                                       |
|         | Femme à la guitare |                         | Huile sur toile 85 × 73 cm          |          | Localisation actuelle inconnue                               | P.36                                       |
|         | Le Concert ou L'aimable accord |                         | Huile sur toile 194 × 133 cm        |          | Perpignan, musée Hyacinthe Rigaud                            | P.37                                       |
|         | Le Portrait de Boucon |                         | Huile sur toile 92 × 73 cm          |          | Collection particulière                                      | P.38                                       |
|         | Suzanne et les Vieillards |                         | Huile sur toile 98 × 94 cm          |          | Localisation actuelle inconnue                               | P.39                                       |
|         | Suzanne et les Vieillards |                         | Huile sur toile 74 × 91 cm          |          | Moscou, musée Pouchkine                                      | P.40                                       |
|         | L'Évanouissement d'Esther | 1714                    | Huile sur toile 80 × 101 cm         |          | Collection particulière                                      | P.41                                       |
|         | Le Christ et la Femme adultère | 1714                    | Huile sur toile 60,5 × 73,7 cm      |          | Localisation actuelle inconnue                               | P.42                                       |
|         | Portrait d'homme |                         | Huile sur toile 130 × 98 cm         |          | Localisation actuelle inconnue                               | P.43                                       |
|         | Le Jugement de Pâris |                         | Huile sur toile 81 × 100 cm         |          | Collection particulière                                      | P.44                                       |
|         | Le Jugement de Pâris |                         | Huile sur toile 74,5 × 91,5 cm      |          | Boston, collection Jeffrey E. Horvitz                        | P.46                                       |
|         | Portrait de jeune femme |                         | Huile sur toile 91 × 73 cm          |          | Oxford, The Ashmolean Museum                                 | P.47                                       |
|         | La Continence de Scipion | 1714                    | Huile sur toile 161 × 130,5 cm      |          | Collection particulière                                      | P.48                                       |
|         | Coriolan devant Rome | 1715                    | Huile sur toile 130 × 162 cm        |          | Saint-Quentin, musée Antoine Lécuyer                         | P.49                                       |
|         | L'Enlèvement des Sabines | 1716                    | Huile sur toile 132 × 165 cm        |          | Saint-Quentin, musée Antoine Lécuyer                         | P.50                                       |
|         | Allégorie de la Paix et de l'Abondance |                         | Huile sur toile 199 × 194 cm        |          | Collection particulière                                      | P.51                                       |
|         | Joseph et la Femme de Putiphar |                         | Huile sur toile 71 × 91 cm          |          | Localisation actuelle inconnue                               | P.53                                       |
|         | Psyché chez Pluton |                         | Huile sur toile 66 × 98 cm          |          | Collection particulière                                      | P.54 bis                                   |
|         | Bacchus et Cupidon |                         | Huile sur toile 73 × 88 cm          |          | Collection particulière                                      | P.55                                       |
|         | L'Enlèvement d'Europe | 1716                    | Huile sur toile 65,7 × 82,2 cm      |          | Washington, The National Gallery of Art                      | P.56                                       |
|         | Apollon et Pan ou Le Jugement de Tmolos |                         | Huile sur toile 87 × 155 cm         |          | Collection particulière                                      | P.57                                       |
|         | Bacchus enfant confié par Mercure aux nymphes du mont Nysa                                                                                                  | 1717                    | Huile sur toile 140 × 165 cm        |          | Berlin, Gemäldegalerie                                       | P.58                                       |
|         | Bacchus recueillant Ariane dans l'île de Naxos | 1717                    | Huile sur toile 140 × 165 cm        |          | Berlin, Gemäldegalerie                                       | P.59                                       |
|         | Clytie changée en tournesol | 1717                    | Huile sur toile 80 × 101 cm         |          | Meaux, musée Bossuet                                         | P.60                                       |
|         | Narcisse | 1717                    | Huile sur toile 80,5 × 101 cm       |          | Localisation actuelle inconnue                               | P.61                                       |
|         | Vertumne et Pomone |                         | Huile sur toile 87 × 90 cm          |          | Collection particulière                                      | P.62                                       |
|         | L'Enlèvement d'Europe |                         | Huile sur toile 80 × 80 cm          |          | Localisation actuelle inconnue                               | P.63a                                      |
|         | L'Enlèvement d'Europe |                         | Huile sur toile 102 (tondo)         |          | Localisation actuelle inconnue                               | P.63b                                      |
|         | Bacchus et Ariane |                         | Huile sur toile 76 × 94 cm          |          | Dublin, The National Gallery of Ireland                      | P.64                                       |
|         | Zéphyr et Flore |                         | Huile sur toile 66,5 × 84,5 cm      |          | Localisation actuelle inconnue                               | P.65                                       |
|         | Le Bain de Diane | 1718                    | Huile sur bois 53 × 82 cm           |          | Collection particulière                                      | P.67                                       |
|         | Le Bain |                         | Huile sur toile 58,5 × 49 cm        |          | Collection particulière                                      | P.68                                       |
|         | Adam et Eve | 1718                    | Huile sur toile 81 × 65 cm          |          | Dallas, Museum of Art                                        | P.69                                       |
|         | Erigone et un satyre | 1718                    | Huile sur toile                     |          | Localisation actuelle inconnue                               | P.70                                       |
|         | Angélique et Médor |                         | Huile sur toile 83 × 67 cm          |          | Localisation actuelle inconnue                               | P.71                                       |
|         | Renaud et Armide |                         | Huile sur toile 73,5 × 92 cm        |          | Collection particuylière                                     | P.72                                       |
|         | Angélique et Médor |                         | Huile sur toile 73,5 × 92 cm        |          | Collection particulière                                      | P.73                                       |
|         | Christophe Colomb débarquant au nouveau monde | 1719                    | Huile sur toile 43,9 × 81,8 cm      |          | Paris, musée des Arts décoratifs                             | P.74                                       |
|         | Zéphyr et Flore | 1719                    | Huile sur toile 142 × 125 cm        |          | Tver, musée de Peinture                                      | P.75                                       |
|         | L'Amour piqué par une abeille |                         | Huile sur toile 140,5 × 108 cm      |          | Angers, musée des Beaux-Arts                                 | P.76                                       |
|         | Vertumne et Pomone |                         | Huile sur toile 153 × 119 cm        |          | Muncie (Indiana), The Ball State University Museum of Art    | P.77                                       |
|         | Danaé |                         | Huile sur toile 92 × 73 cm          |          | Collection particulière                                      | P.79                                       |
|         | Apollon et Daphné |                         | Huile sur toile 133 × 104 cm        |          | Saint-Pétersbourg, musée de l'Ermitage                       | P.80                                       |
|         | Pan et Syrinx | 1722-1724               | Huile sur toile 74 × 92 cm          |          | Los Angeles, The Jean Paul Getty Museum of Art               | P.81                                       |
|         | Diane et ses nymphes au bain | 1722-1724               | Huile sur toile 74 × 92 cm          |          | Los Angeles, The Jean Paul Getty Museum of Art               | P.82                                       |
|         | Saint Pierre délivré par l'ange |                         | Huile sur toile 81 × 64,5 cm        |          | Collection particulière                                      | P.83                                       |
|         | Pan et Syrinx | 1720                    | Huile sur toile 106 × 139 cm        |          | Cleveland, The Cleveland Museum of Art                       | P.84                                       |
|         | L'Enlèvement de Proserpine | 1721                    | Huile sur toile 124 × 162 cm        |          | Saint-Pétersbourg, musée de l'Ermitage                       | P.85                                       |
|         | L'Ascension | 1721                    | Huile sur toile 183 × 113 cm        |          | Rouen, musée des Beaux-Arts                                  | P.87                                       |
|         | L'Assomption de la Vierge | 1721                    | Huile sur toile 184 × 110 cm        |          | Rouen, musée des Beaux-Arts                                  | P.88                                       |
|         | Suzanne et les Vieillards | 1721                    | Huile sur toile 235 × 178 cm        |          | Saint-Pétersbourg, musée de l'Ermitage                       | P.89                                       |
|         | Loth et ses filles | 1721                    | Huile sur toile 234 × 178 cm        |          | Saint-Pétersbourg, musée de l'Ermitage                       | P.90                                       |
|         | Érigone | 1721                    | Huile sur toile 79,5 × 65 cm        |          | Localisation actuelle inconnue                               | P.91                                       |
|         | Moïse livré aux eaux du Nil | 1720-1725               | Huile sur toile 74 × 93 cm          |          | Collection particulière                                      | P.92                                       |
|         | Zéphyr et Flore |                         | Huile sur toile 102,5 cm (diamètre) |          | Localisation actuelle inconnue                               | P.94                                       |
|         | Renaud et Armide |                         | Huile sur toile 81 × 65 cm          |          | Alençon, musée des Beaux-Arts et de la Dentelle              | P.95                                       |
|         | Angélique et Médor |                         | Huile sur toile 112 × 100 cm        |          | Localisation actuelle inconnue                               | P.96                                       |
|         | La Madeleine pénitente |                         | Huile sur toile 68,5 × 58 cm        |          | Weimar, Kunstsammlung                                        | P.97                                       |
|         | Loth et ses filles | 1722                    | Huile sur toile 225 × 180 cm        |          | Potsdam, Neues Palais                                        | P.98                                       |
|         | Vénus et Adonis | 1722                    | Huile sur toile 98 × 136 cm         |          | Collection particulière                                      | P.99                                       |
|         | L'Assassinat du duc de Guise |                         | Huile sur toile 23,8 × 18 cm        |          | Pau, musée national du château                               | P.102                                      |
|         | Un ange interrompant le combat aux portes de Paris |                         | Huile sur carton 23,5 × 18 cm       |          | Collection particulière                                      | P.104                                      |
|         | Le Chevalier Roze à la Tourette pendant l'épidémie de peste de 1720 dit La Peste de Marseille                                                               |                         | Huile sur toile 227 × 377 cm        |          | Marseille, musée des Beaux-Arts                              | P.105                                      |
|         | Double portrait de Louix XV et de Marie-Anne Victoire, infante d'Espagne                                                                                    | 1723                    | Huile sur toile 195 × 129 cm        |          | Florence, Palais Pitti                                       | P.106                                      |
|         | Jeune Femme buvant du café | 1723                    | Huile sur toile 34 × 25 cm          |          | Berlin, Gemäldegalerie                                       | P.107                                      |
|         | La Liseuse | vers 1723               | Huile sur toile 36 × 27 cm          |          | Berlin, Gemäldegalerie                                       | P.108                                      |
|         | Zéphyr et Flore | 1724                    | Huile sur toile 117 × 97 cm         |          | Versailles, Hôtel de Ville                                   | P.109                                      |
|         | Acis et Galatée surpris par Polyphème | 1724                    | Huile sur toile 93 × 77 cm          |          | Versailles, Hôtel de Ville                                   | P.110                                      |
|         | Portrait de Gabriel-Bernard de Rieux |                         | Huile sur toile 54 × 45 cm          |          | Collection particulière                                      | P.112                                      |
|         | La Déclaration d'amour | 1724                    | Huile sur toile 65 × 53,5 cm        |          | New York, The Metropolitan Museum of Art                     | P.113a                                     |
|         | La Déclaration d'amour | 1724                    | Huile sur toile 65 × 54,5 cm        |          | Williamstown (Massachusetts), Williams College Museum of Art | P.113b                                     |
|         | La Jarretière | 1724                    | Huile sur toile 64 × 53 cm          |          | New York, The Metropolitan Museum of Art                     | P.114a                                     |
|         | La Jarretière détachée | 1724                    | Huile sur toile 65 × 54 cm          |          | Williamstown (Massachusetts), Williams College Museum of Art | P.114b                                     |
|         | Le Souper d'Emmaüs | 1724                    | Huile sur toile 72 × 90 cm          |          | Localisation actuelle inconnue                               | P.115                                      |
|         | L'Adoration des bergers | 1725                    | Huile sur toile 75 × 94 cm          |          | Collection particulière                                      | P.116                                      |
|         | Sainte Famille |                         | Huile sur toile 170 × 123 cm        |          | Nandy, église Saint-Léger                                    | P.117                                      |
|         | Léda et le Cygne |                         | Huile sur toile 158 × 123 cm        |          | Chaumont, musée d'art et d'histoire                          | P.119                                      |
|         | Le Sacrifice d'Iphigénie | 1725                    | Huile sur toile 81,5 × 101 cm       |          | Potsdam, château de Sans-Souci                               | P.122                                      |
|         | Le Déjeuner en habit de masque |                         | Huile sur toile 224 × 165 cm        |          | Detroit, Institute of Arts                                   | P.123                                      |
|         | Le Jeu de pied-de-bœuf |                         | Huile sur toile 68,5 × 56 cm        |          | Collection particulière                                      | P.124                                      |
|         | Bacchus accueilli par Ariane | 1725                    | Huile sur toile 161 × 128 cm        |          | Montpellier, musée Fabre                                     | P.125                                      |
|         | La France implore la protection de sainte Geneviève pour faire cesser une espèce de stérilité dont elle fut affligée en 1725 dit Ex-voto à Sainte-Geneviève | 1726                    | Huile sur toile 537 × 402 cm        |          | Paris, église Saint-Étienne-du-Mont                          | P.126                                      |
|         | Portrait de Pierre-Antoine de Castagnère, marquis de Châteauneuf, prévôt des marchands de Paris                                                             |                         | Huile sur toile 125 × 95 cm         |          | Collection particulière                                      | P.126a                                     |
|         | Portrait de l'échevin Jean Hébert | 1726                    | Huile sur toile 131 × 98 cm         |          | Paris, musée Carnavalet                                      | P.126b                                     |
|         | Portrait d'un échevin de Paris |                         | Huile sur toile 92 × 72 cm          |          | Paris, musée Carnavalet                                      | P.126c                                     |
|         | Portrait d'un échevin de Paris |                         | Huile sur toile 92 × 74 cm          |          | Paris, musée du Louvre                                       | P.126d                                     |
|         | Portrait d'un échevin de Paris |                         | Huile sur toile 92,5 × 72,6 cm      |          | Collection particulière                                      | P.126e                                     |
|         | Portrait d'un échevin de Paris |                         | Huile sur toile 90,8 × 73,7 cm      |          | Localisation actuelle inconnue                               | P.126f                                     |
|         | Portrait d'un échevin de Paris | 1726                    | Huile sur toile 130 × 97 cm         |          | Collection particulière                                      | P.126g                                     |
|         | Le Repos de Diane | 1726                    | Huile sur toile 130 × 196 cm        |          | Nancy, musée des Beaux-Arts                                  | P.129                                      |
|         | Suzanne et les Vieillards | 1727                    | Huile sur toile 81 × 65 cm          |          | Rouen, musée des Beaux-Arts                                  | P.131                                      |
|         | Bethsabée au bain | 1727                    | Huile sur toile 82,5 × 66 cm        |          | Angers, musée des Beaux-Arts                                 | P.132                                      |
|         | Loth et ses filles | 1727                    | Huile sur toile 81 × 65 cm          |          | Orléans, musée des Beaux-Arts                                | P.133                                      |
|         | Le Rendez-vous à la fontaine ou L'Alarme | 1723                    | Huile sur toile 69,5 × 64 cm        |          | Londres, The Victoria and Albert Museum                      | P.135                                      |
|         | Scène galante dans un parc | vers 1750               | Huile sur toile 61 × 74 cm          |          | Saint-Pétersbourg, musée de l'Ermitage                       | P.136                                      |
|         | Vieille Femme mangeant au coin du feu |                         | Huile sur toile 131 × 114,5 cm      |          | Lille, musée des Beaux-Arts                                  | P.137                                      |
|         | Le Buveur |                         | Huile sur toile 131 × 114 cm        |          | collection particulière                                      | P.138                                      |
|         | La Leçon de musique |                         | Huile sur toile 77 × 109 cm         |          | Collection particulière                                      | P.139                                      |
|         | Femme allumant une bougie à l'aide d'une loupe |                         | Huile sur toile 92 × 90 cm          |          | Localisation actuelle inconnue                               | P.140                                      |
|         | Un philosophe en méditation |                         | Huile sur toile 78,5 × 81 cm        |          | Collection particulière                                      | P.140 bis                                  |
|         | Un homme et une femme à table |                         | Huile sur toile 96 × 108 cm         |          | Collection particulière                                      | P.141                                      |
|         | Un homme versant à boire à une femme |                         | Huile sur toile 97 × 108 cm         |          | Collection particulière                                      | P.142                                      |
|         | Les Jeunes Buveurs |                         | Huile sur toile 96,2 × 106 cm       |          | Collection particulière                                      | P.143                                      |
|         | Didon embrassant L'Amour sous les traits du fils d'Énée |                         | Huile sur toile 96 × 105,5 cm       |          | Collection particulière                                      | P.144                                      |
|         | Didon et Énée |                         | Huile sur toile 127,5 × 137,3 cm    |          | Paris, musée des Arts décoratifs                             | P.145                                      |
|         | Léda et le Cygne |                         | Huile sur toile 115 × 139 cm        |          | Cholet, musée des Arts                                       | P.146                                      |
|         | Danaé |                         | Huile sur toile 96 × 118 cm         |          | Localisation actuelle inconnue                               | P.147                                      |
|         | La Moissonneuse endormie | 1725-1730               | Huile sur toile 104 × 137,5 cm      |          | Nîmes, musée des Beaux-Arts                                  | P.148                                      |
|         | Zéphyr et Flore |                         | Huile sur toile 122 × 139 cm        |          | Collection particulière                                      | P.149                                      |
|         | Vertumne et Pomone |                         | Huile sur toile 119 × 137 cm        |          | Collection particulière                                      | P.150                                      |
|         | Bacchus et Ariane |                         | Huile sur toile 98 × 170 cm         |          | Brest, musée municipal                                       | P.151                                      |
|         | L'Automne |                         | Huile sur toile 129 × 113 cm        |          | Collection particulière                                      | P.152                                      |
|         | Clytie changée en tournesol |                         | Huile sur toile 125 × 142 cm        |          | Saint-Cloud, musée du Grand Siècle                           | P.153                                      |
|         | Diane |                         | Huile sur toile 44 × 60 cm          |          | Quimper, musée des Beaux-Arts                                | P.154                                      |
|         | Orphée |                         | Huile sur toile 92 × 138 cm         |          | Localisation actuelle inconnue                               | P.155                                      |
|         | Narcisse |                         | Huile sur toile 92 × 136,5 cm       |          | Localisation actuelle inconnue                               | P.156                                      |
|         | Calliope et Érato |                         | Huile sur toile 75,5 × 117 cm       |          | La Nouvelle-Orléans, The New Orleans Museum of Art           | P.157                                      |
|         | La Force et la Tempérance |                         | Huile sur toile 86 × 133 cm         |          | Sermentizon, château d'Aulteribe, fondation Onslow de Pierre | P.158                                      |
|         | Zéphyr et Flore |                         | Huile sur toile 85 × 153 cm         |          | Philadelphie, collection Martha et Ed Snider                 | P.159                                      |
|         | La Prudence |                         | Huile sur toile 119 × 96,5 cm       |          | Nantes, musée des Beaux-Arts                                 | P.160                                      |
|         | Allégorie de la Sculpture |                         | Huile sur toile 65,5 × 79,5 cm      |          | Saratov, musée des Beaux-Arts Radichtchev                    | P.161                                      |
|         | Paysage à la charrette |                         | Huile sur toile 107 × 143,5 cm      |          | Paris, ministère des Affaires étrangères                     | P.162                                      |
|         | Paysage à la croix |                         | Huile sur toile 110 × 143,5 cm      |          | Paris, ministère des Affaires étrangères                     | P.163                                      |
|         | Apollon et Daphné |                         | Huile sur toile 98 × 130 cm         |          | Potsdam, Neues Palais                                        | P.164                                      |
|         | Faustulus confiant Romulus et Rémus à Larentia |                         | Huile sur toile 270 × 204 cm        |          | Neuchâtel, musée d'art et d'histoire                         | P.166                                      |
|         | Coriolan et sa mère | 1728                    | Huile sur toile 270 × 204 cm        |          | Neuchâtel, musée d'art et d'histoire                         | P.167                                      |
|         | La Continence de Scipion |                         | Huile sur toile 270 × 204 cm        |          | Neuchâtel, musée d'art et d'histoire                         | P.168                                      |
|         | L'Enlèvement des Sabines | 1729                    | Huile sur toile 270 × 204 cm        |          | Neuchâtel, musée d'art et d'histoire                         | P.169                                      |
|         | Vénus et Adonis |                         | Huile sur toile 156 × 195 cm        |          | Collection particulière                                      | P.184a                                     |
|         | Vénus et Adonis |                         | Huile sur toile 163 × 194,5 cm      |          | Collection particulière                                      | P.184b                                     |
|         | Salmacis et Hermaphrodite |                         | Huile sur toile 156 × 195 cm        |          | Collection particulière                                      | P.185a                                     |
|         | Salmacis et Hermaphrodite |                         | Huile sur toile 163 × 186 cm        |          | Meaux, musée Bossuet                                         | P.185b                                     |
|         | L'Évanouissement d'Esther |                         | Huile sur toile 240 × 144 cm        |          | Abu Dhabi, Louvre Abu Dhabi                                  | P.186                                      |
|         | Adam et Ève | 1730                    | Huile sur toile 82 × 65 cm          |          | Speed Art Museum, Louisville (Kentucky)                      | P.187                                      |
|         | Paysage au chasseur d'oies | 1730                    | Huile sur toile 77 × 63 cm          |          | Cambridge, The Fitzwilliam Museum                            | P.188                                      |
|         | Vincent de Paul prêchant |                         | Huile sur toile 333 × 283 cm        |          | Mâcon, église Saint-Pierre                                   | P.190                                      |
|         | Saint Vincent de Paul à la mort de Louis XIII | 1731                    | Huile sur toile 321 × 280 cm        |          | Copenhague, Statens Museum for Kunst                         | P.191                                      |
|         | Vincent de Paul présidant une conférence d'ecclésiastiques                                                                                                  |                         | Huile sur toile 223 × 174 cm        |          | Paris, Compagnie des prêtres de Saint-Sulpice                | P.193                                      |
|         | Buste d'une déesse |                         | Huile sur toile 70 × 57 cm          |          | Collection particulière                                      | P.195                                      |
|         | La Naissance de Vénus |                         | Huile sur toile 97 × 130 cm         |          | Potsdam, Neues Palais                                        | P.196                                      |
|         | Le Christ devant Pilate | 1731                    | Huile sur toile 289 × 373 cm        |          | Paris, musée du Louvre                                       | P.197                                      |
|         | Tobie rendant la vue à son père | 1731                    | Huile sur toile 103,5 × 80,6 cm     |          | Collection particulière                                      | P.199                                      |
|         | Le Bon Samaritain | 1731                    | Huile sur toile 103 × 79,7 cm       |          | Springfield (Massachusetts), The Museum of Fine Arts         | P.200                                      |
|         | Deux Vieillards et un jeune homme |                         | Huile sur toile 101 × 81 cm         |          | Lisbonne, Museu Nacional de Arte Antiga                      | P.201                                      |
|         | Assemblée dans un parc ou La Déclaration d'amour | 1731                    | Huile sur toile 71 × 91 cm          |          | Potsdam, château de Sans-Souci                               | P.202                                      |
|         | Lecture dans un salon ou La Lecture de Molière |                         | Huile sur toile 74 × 93 cm          |          | Collection particulière                                      | P.203                                      |
|         | Portrait de femme jouant de la vielle |                         | Huile sur toile 131 × 110 cm        |          | Localisation actuelle inconnue                               | P.204                                      |
|         | La Mort de Lucrèce | 1731                    | Huile sur toile 162 × 131 cm        |          | Strasbourg, musée des Beaux-Arts                             | P.205                                      |
|         | La Mort de Cléopâtre | 1731                    | Huile sur toile 162 × 131 cm        |          | Strasbourg, musée des Beaux-Arts                             | P.206                                      |
|         | Vierge à l'Enfant |                         | Huile sur toile 58 × 44,5 cm        |          | Localisation actuelle inconnue                               | P.207b                                     |
|         | Vierge à l'Enfant |                         | Huile sur toile 96,5 × 76,5 cm      |          | Collection particulière                                      | P.207c                                     |
|         | Sainte Famille | 1732                    | Huile sur bois 26,5 × 26 cm         |          | Localisation actuelle inconnue                               | P.208                                      |
|         | Sainte Famille |                         | Huile sur toile 105 × 88 cm         |          | Localisation actuelle inconnue                               | P.209                                      |
|         | Le Premier Chapitre de l'ordre du Saint-Esprit tenu par Henri IV dans l'église du couvent des Grands-Augustins                                              | 1732                    | Huile sur toile 383,5 × 321 cm      |          | Paris, musée du Louvre                                       | P.211                                      |
|         | La Peinture | 1733                    | Huile sur toile 89 × 110 cm         |          | Collection particulière                                      | P.212                                      |
|         | La Prudence | 1733                    | Huile sur toile 89 × 114 cm         |          | Collection particulière                                      | P.213                                      |
|         | La Musique | 1733                    | Huile sur toile 103 × 96 cm         |          | Portland (Oregon), Art Museum                                | P.214                                      |
|         | La Poésie | 1733                    | Huile sur toile 103 × 93 cm         |          | Portland (Oregon), Art Museum                                | P.215                                      |
|         | Allégorie de la Marine | 1733                    | Huile sur toile 45,3 × 57,3 cm      |          | Paris, musée des Arts décoratifs                             | P.216                                      |
|         | Le Temps dévoilant la vérité | 1733                    | Huile sur toile 203 × 208 cm        |          | Londres, The National Gallery                                | P.217                                      |
|         | Pan et Syrinx | 1733                    | Huile sur toile 90,5 × 73 cm        |          | Ottawa, National Gallery of Canada                           | P.218                                      |
|         | Dame à sa toilette recevant un cavalier |                         | Huile sur toile 81 × 64 cm          |          | Collection particulière                                      | P.221a                                     |
|         | Dame à sa toilette recevant un cavalier | 1734                    | Huile sur toile 64,8 × 45,7 cm      |          | Kansas City, The Nelson-Atkins Museum of Art                 | P.221b                                     |
|         | Dame attachant un nœud à l'épée d'un cavalier | 1734                    | Huile sur toile 81 × 64 cm          |          | Collection particulière                                      | P.222a                                     |
|         | Dame attachant un nœud à l'épée d'un cavalier |                         | Huile sur toile 64,8 × 45,7 cm      |          | Kansas City, The Nelson-Atkins Museum of Art                 | P.222b                                     |
|         | Diane et Actéon | 1734                    | Huile sur toile 129 × 193 cm        |          | Bâle, Kunstmuseum                                            | P.224                                      |
|         | Jupiter et Callisto | 1734                    | Huile sur toile 60 × 75 cm          |          | Potsdam, château de Sans-Souci                               | P.226                                      |
|         | Jupiter et Léda |                         | Huile sur toile 61 × 75 cm          |          | Potsdam, château de Sans-Souci                               | P.227                                      |
|         | La Gloire des princes s'empare des enfants de France Décor d'un immeuble                                                                                    | 1734                    | Huile sur toile 154 × 180 cm        |          | Versailles, musée national du château                        | P.228                                      |
|         | La Lecture du roman sous l'ombrage |                         | Huile sur toile 78,7 × 63,5 cm      |          | Collection particulière                                      | P.231                                      |
|         | Le Déjeuner d'huîtres | 1735                    | Huile sur toile 58,2 × 39 cm        |          | Paris, musée du Louvre                                       | P.232                                      |
|         | Le Déjeuner d'huîtres | 1735                    | Huile sur toile 180 × 126 cm        |          | Chantilly, musée Condé                                       | P.233                                      |
|         | La Toilette pour le bal | 1735                    | Huile sur toile 82 × 65 cm          |          | Los Angeles, J. Paul Getty Museum                            | P.234                                      |
|         | Le Retour du bal | 1735                    | Huile sur toile 82 × 65 cm          |          | Collection particulière                                      | P.235                                      |
|         | La Chasse au lion | 1735                    | Huile sur toile 60 × 42 cm          |          | Los Angeles, County Museum of Art                            | P.242                                      |
|         | La Chasse au lion | 1735                    | Huile sur toile 183,5 × 128,5 cm    |          | Amiens, musée de Picardie                                    | P.243a                                     |
|         | La Chasse au lion | 1736                    | Huile sur toile 194 × 126 cm        |          | Collection particulière                                      | P.243b                                     |
|         | La Chasse à l'ours | 1735                    | Huile sur toile 60 × 41 cm          |          | Brive-la-Gaillarde, musée Labenche                           | P.244                                      |
|         | La Chasse à l'ours | 1735                    | Huile sur toile 198 × 127 cm        |          | Collection particulière                                      | P.245                                      |
|         | Un festin |                         | Huile sur toile 50 × 65 cm          |          | Évreux, musée municipal                                      | P.246                                      |
|         | La Toilette d'Esther |                         | Huile sur toile 55 × 51 cm          |          | Collection particulière                                      | P.247                                      |
|         | Le Couronnement d'Esther |                         | Huile sur toile 55 × 79 cm          |          | Collection particulière                                      | P.248                                      |
|         | Le Dédain de Mardochée |                         | Huile sur toile 55 × 79 cm          |          | Collection particulière                                      | P.249                                      |
|         | L'Évanouissement d'Esther |                         | Huile sur toile 55 × 79 cm          |          | Collection particulière                                      | P.250                                      |
|         | Le Repas d'Esther et d'Assuérus |                         | Huile sur toile 55 × 79 cm          |          | Collection particulière                                      | P.251                                      |
|         | Le Triomphe de Mardochée | vers 1736               | Huile sur toile 86 × 150 cm         |          | New York, The Metropolitan Museum of Art                     | P.252a                                     |
|         | Le Triomphe de Mardochée |                         | Huile sur toile 55 × 130 cm         |          | Collection particulière                                      | P.252b                                     |
|         | La Condamnation d'Aman |                         | Huile sur toile 55 × 75 cm          |          | Collection particulière                                      | P.253                                      |
|         | L'Évanouissement d'Esther | 1737                    | Huile sur toile 322 × 474 cm        |          | Paris, musée du Louvre                                       | P.254                                      |
|         | Déjeuner près d'une ferme | 1737                    | Huile sur toile 54,7 × 44,8 cm      |          | Londres, The Wallace Collection                              | P.255                                      |
|         | Le Cerf aux abois | 1737                    | Huile sur toile 54,5 × 45 cm        |          | Londres, The Wallace Collection                              | P.256                                      |
|         | Le Déjeuner de chasse | 1737                    | Huile sur toile 241 × 170 cm        |          | Paris, musée du Louvre                                       | P.257                                      |
|         | Joseph et la Femme de Putiphar | 1737                    | Huile sur toile 81 × 63 cm          |          | Los Angeles, collection Stewart Resnick                      | P.261                                      |
|         | Le Couronnement d'Esther | 1738                    | Huile sur toile 328 × 470 cm        |          | Paris, musée du Louvre                                       | P.262                                      |
|         | La Toilette d'Esther | 1738                    | Huile sur toile 329 × 320 cm        |          | Paris, musée du Louvre                                       | P.263                                      |
|         | Le Triomphe de Mardochée | 1739                    | Huile sur toile 329 × 710 cm        |          | Paris, musée du Louvre                                       | P.265                                      |
|         | Le Repas d'Esther et d'Assuérus | 1739                    | Huile sur toile 329 × 469 cm        |          | Paris, musée du Louvre                                       | P.266                                      |
|         | Faustulus confiant Romulus et Rémus à Larentia | 1739                    | Huile sur toile 73 × 99 cm          |          | Rome, Accademia nazionale di San Luca                        | P.267                                      |
|         | La Résurrection |                         | Huile sur toile 63 × 35 cm          |          | Los Angeles, County Museum of Art                            | P.268                                      |
|         | La Résurrection |                         | Huile sur toile 500 × 250 cm        |          | Rome, église Saint-Claude-des-Bourguignons                   | P.269                                      |
|         | Le Dédain de Mardochée | 1740                    | Huile sur toile 332 × 470 cm        |          | Paris, musée du Louvre                                       | P.270                                      |
|         | La Condamnation d'Aman | 1740                    | Huile sur toile 332 × 429 cm        |          | Paris, musée du Louvre                                       | P.271                                      |
|         | Apollon et Daphné | 1740                    | Huile sur toile 220 × 130 cm        |          | Danemark, château de Frederiksdal                            | P.272b                                     |
|         | Pan et Syrinx | 1740                    | Huile sur toile 220 × 130 cm        |          | Danemark, château de Frederiksdal                            | P.273b                                     |
|         | Pan et Syrinx |                         | Huile sur toile 167 × 143 cm        |          | Localisation actuelle inconnue                               | P.273c                                     |
|         | L'Amour conjugal | 1741                    | Huile sur toile 97 × 72 cm          |          | Copenhague, Statens Museum for Kunst                         | P.276                                      |
|         | La Sainte famille avec saint Jean-Baptiste |                         | Huile sur toile 115 × 90 cm         |          | Localisation actuelle inconnue                               | P.277                                      |
|         | Les Enfants de Troy |                         | Huile sur toile 74 × 61 cm          |          | Collection particulière                                      | P.278                                      |
|         | Autoportrait |                         | Huile sur toile 50 × 38,5 cm        |          | Collection particulière                                      | P.279                                      |
|         | Autoportrait de l'artiste tenant un carton à dessin de la main droite                                                                                       | 1696                    | Huile sur toile 74 × 61 cm          |          | Florence, musée des Offices                                  | P.280                                      |
|         | Le Jugement de Salomon | 1742                    | Huile sur toile 191 × 143 cm        |          | Lyon, musée des Beaux-Arts                                   | P.282                                      |
|         | Le Christ et la Samaritaine |                         | Huile sur toile 195,5 × 146,2 cm    |          | Lyon, musée des Beaux-Arts                                   | P.284                                      |
|         | Jason reçoit de Médée l'herbe enchantée ou Jason jure une affection éternelle à Médée Esquisses pour l'histoire de Jason                                    | 1742-1743               | Huile sur toile 56 × 52 cm          |          | Londres, National Gallery                                    | P.289                                      |
|         | Jason domptant les taureaux d'Aeetes à Rome | vers 1742               | Huile sur toile 55 × 129 cm         |          | Birmingham University, The Barber Institute of Fine Arts     | P.290                                      |
|         | Le Combat des soldats nés des dents du serpent |                         | Huile sur toile 55 × 81 cm          |          | Paris, musée du Petit-Palais                                 | P.291                                      |
|         | Le Départ de Jason et de Médée après la conquête de la toison d'or                                                                                          | 1742-1743               | Huile sur toile 55,6 × 81 cm        |          | Londres, National Gallery                                    | P.292                                      |
|         | Le Rajeunissement d'Éson par Médée |                         | Huile sur toile 52 × 78 cm          |          | Collection particulière                                      | P.293                                      |
|         | Créüse consumée par la robe empoisonnée |                         | Huile sur toile 55 × 80 cm          |          | Paris, musée du Petit-Palais                                 | P.294                                      |
|         | Le Repas chez Simon | 1743                    | Huile sur toile 195 × 146 cm        |          | Norfolk (Virginie), The Chrysler Museum                      | P.296                                      |
|         | Jésus et la Cananéenne | 1743                    | Huile sur toile 194,3 × 146 cm      |          | Norfolk (Virginie), The Chrysler Museum                      | P.297                                      |
|         | Jason domptant les taureaux | 1744                    | Huile sur toile 330 × 715 cm        |          | Le Puy-en-Velay, musée Crozatier                             | P.298                                      |
|         | Le Combat des soldats nés des dents du serpent | 1744                    | Huile sur toile 313 × 400 cm        |          | Toulouse, musée des Augustins                                | P.300                                      |
|         | La Chasteté de Joseph | 1744                    | Huile sur toile 99,5 × 74 cm        |          | Collection particulière                                      | P.301                                      |
|         | Joseph accusé par la femme de Putiphar | 1745                    | Huile sur toile 99,5 × 74 cm        |          | Collection particulière                                      | P.302                                      |
|         | Le Départ de Jason et de Médée après la conquête de la toison d'or                                                                                          | 1745                    | Huile sur toile 325 × 455 cm        |          | Clermont-Ferrand, musée d'art Roger-Quilliot                 | P.303                                      |
|         | Jason et Médée au temple de Jupiter |                         | Huile sur toile 56 × 82 cm          |          | Madrid, musée Thyssen-Bornemisza                             | P.304                                      |
|         | Jason et Médée au temple de Jupiter dit Les noces de Jason et de Créüse                                                                                     | 1745                    | Huile sur toile 328 × 450 cm        |          | Clermont-Ferrand, musée d'art Roger-Quilliot                 | P.305                                      |
|         | Scène orientale |                         | Huile sur toile 48,5 × 55 cm        |          | Collection particulière                                      | P.306                                      |
|         | Scène de théâtre |                         | Huile sur toile 48,5 × 55 cm        |          | Boston, collection Jeffrey E. Horvitz                        | P.307                                      |
|         | Portrait de Girolamo Theodoli | 1745                    | Huile sur toile 73,5 × 60,5 cm      |          | Rome, Accademia nazionale di San Luca                        | P.308                                      |
|         | Autoportrait tenant un carton à dessins de la main gauche                                                                                                   | 1745                    | Huile sur toile 73,5 × 61 cm        |          | Rome, Accademia nazionale di San Luca                        | P.309                                      |
|         | Autoportrait tenant un porte-crayon | 1745                    | Huile sur toile 72 × 58 cm          |          | musée national du château de Versailles                      | P.310                                      |
|         | Autoportrait de l'artiste tenant un porte-crayon | 1745                    | Huile sur toile 68 × 53 cm          |          | Localisation actuelle inconnue                               | P.310c                                     |
|         | Portrait d'un artiste |                         | Huile sur toile 62 × 48 cm          |          | Rome, collection Lemme                                       | P.311                                      |
|         | Portrait présumé de l'abbé Agostino Lega |                         | Huile sur toile 76 × 62 cm          |          | Localisation actuelle inconnue                               | P.312                                      |
|         | Loth et ses filles | 1745                    | Huile sur toile 97 × 134 cm         |          | Ponce (Porto Rico), Museo de Arte                            | P.313                                      |
|         | Créüse consumée par la robe empoisonnée | 1746                    | Huile sur toile 313 × 400 cm        |          | Toulouse, musée des Augustins                                | P.316                                      |
|         | Médée enlevée sur son char après avoir tué ses enfants | 1746                    | Huile sur toile 330 × 425 cm        |          | Paris, musée du Louvre                                       | P.317                                      |
|         | Le Bienheureux Jérôme Émilien présentant des enfants à la Vierge                                                                                            |                         | Huile sur toile 354 × 210 cm        |          | Rome, église SS. Alessio e Bonifacio                         | P.323                                      |
|         | Suzanne et les Vieillards | 1748                    | Huile sur toile 95,6 × 126 cm       |          | Ponce (Porto Rico), Museo de Arte                            | P.326                                      |
|         | Vénus et l'Amour | 1748                    | Huile sur toile 78 × 61 cm          |          | Localisation actuelle inconnue                               | P.327                                      |
|         | Moïse défendant les filles de Jéthro | 1749                    | Huile sur toile 97 × 134 cm         |          | Collection particulière                                      | P.328                                      |
|         | Bethsabée au bain |                         | Huile sur toile 100 x 135 cm        |          | Tulsa (Oklahoma), Philbrook Museum of Art                    | P.329                                      |
|         | Portrait d'homme |                         | Huile sur toile 114 × 89 cm         |          | Paris, musée Jacquemart-André                                | P.332                                      |
|         | Abel-François Poisson, marquis de Marigny | 1750-1751               | Huile sur toile 133 × 96 cm         |          | Versailles, musée national du château                        | P.333                                      |
|         | Portrait d'homme |                         | Huile sur toile 75 × 61 cm          |          | Pittsburgh, The Frick Art Museum                             | P.334                                      |
|         | La Lapidation de saint Étienne | 1750                    | Huile sur toile 300 × 195 cm        |          | Besançon, cathédrale Saint-Jean                              | P.335                                      |
|         | Jésus au jardin des oliviers |                         | Huile sur toile 320 × 240 cm        |          | Besançon, cathédrale Saint-Jean                              | P.336                                      |
|         | Le Portement de Croix |                         | Huile sur toile 54 × 44,5 cm        |          | Collection particulière                                      | P.337                                      |
|         | Tête du Christ |                         | Huile sur toile 63,5 × 47,5 cm      |          | Clamecy, musée municipal                                     | P.338                                      |
|         | La Vierge en prière | 1751                    | Huile sur toile 64 x 48 cm          |          | Besançon, musée des Beaux-Arts et d'Archéologie              | Non catalogué                              |
|         | Le Portement de Croix | 1751                    | Huile sur toile 320 × 240 cm        |          | Besançon, cathédrale Saint-Jean                              | P.339                                      |
|         | Judith et Holopherne | 1730                    | Huile sur toile 195 x 147 cm        |          | Collection particulière                                      | P.343                                      |
|         | Vénus et Cupidon |                         | Huile sur toile 90 × 75 cm          | Attribué | Copenhague, Statens Museum for Kunst                         | Non catalogué                              |